# Grabosz illír király
Grabosz (ógörög Γράβος, latin Grabus) az ókori Illír Királyság uralkodója i. e. 356 körül. A feltehetően a graba törzshöz tartozó király rövid uralkodása során részese volt egy Makedónia-ellenes szövetségnek, de i. e. 356-ban II. Philipposz makedón király serege megsemmisítő vereséget mért rá.

## Származása
Grabosz uralkodásának ideje és az illír királyok genealógiai sorába illesztése a források szűkössége miatt meglehetősen bizonytalan. Egy kőtábla őrizte meg az emlékét az athéni népgyűlés határozatának, amelyben köszönetet mondtak egy bizonyos Grabosznak. A rendkívül töredékesen fennmaradt, i. e. 440 és 415 között keletkezett szöveg nem utal ugyan a megszólított illír mivoltára vagy királyi címére, de Pierre Cabanes francia illirológus feltevése szerint egy korai illír uralkodóról van szó, aki Arrhabaiosz lünkésztiszi király pártját fogta Perdikkasz elleni i. e. 423. évi katonai konfliktusában (makedón–lünkésztiszi háborúk). A névazonosság miatt felvetette annak lehetőségét is, hogy ez az i. e. 5. századi Grabosz az i. e. 356 körül uralkodó Grabosz nagyapja lehetett, utóbbit éppen ezért következetesen II. Grabosz néven említi munkáiban.
Egyes elméletek szerint Grabosz közvetlen utódja, örököse, netalán fia lett volna a makedónoktól i. e. 358-ban vereséget szenvedő illír királynak, Bardülisznek. Ennek az elgondolásnak egyik fő lefektetője és támogatója Fanula Papazoglu volt, aki elképzelhetetlennek tartotta, hogy ne a két évvel korábban hatalmon lévő Bardülisz illírjei fölött uralkodó új királyt nevezzék a korabeli görög források „az illírek királyának” (βασιλεὺς τῶν Ίλλυριῶν). Ennél is tovább ment elméletével, amikor az illírek i. e. 4. századi királyait egyetlen uralkodóház tagjainak feltételezte, és nem csupán Graboszt és Kleitoszt, de Pleuratoszt is Bardülisz fiának vélte, a kb. i. e. 290 után uralkodó Monuniosz kapcsán pedig nem zárta ki, hogy a – nagyjából hatvanöt évvel korábban uralkodó – Grabosz fia lehetett. Elméletet a történészek nagy része elveti és túlságosan leegyszerűsítőnek tartja. Érvelésük szerint egyfelől nehéz elképzelni, hogy két évvel a Bardülisz illírjeit megsemmisítő Erigón-völgyi csata után ugyanazok az illír törzsek már készen álltak volna egy újabb háborúra, másfelől Bardülisz egyetlen fiát, Kleitoszt nevesítették az ókori források, nincs okunk azt gondolni, hogy többi fiáról megfeledkeztek volna. Valószínűbb az a hipotézis, mely szerint az Illír Királyságot alkotó föderatív törzsek vezetői közül Bardülisz halála után a másik törzshöz és vidékhez köthető Grabosz emelkedett ki, és lett rövid időre az illírek uralkodója. Grabosz törzsi hovatartozásáról számos elképzelés ismert: a történeti kutatásokban felmerült dardánként, penesztaként vagy taulantként való azonosítása. A legelfogadottabbnak tűnő hipotézis a brit klasszikafilológus, N. G. L. Hammond nevéhez fűződik, aki a szóalaki hasonlóság alapján a grabák vezérének tartotta Graboszt. Megjegyzendő, hogy a makedónok és a Drilón-völgyi graba szállásterületek közötti nagy távolság további kérdőjeleket vet fel, különösen annak fényében, hogy Diodórosz az illír Grabosz országát Makedóniával határosnak írta le.

## Uralkodása
Az ókori forrásokból ismert tények szerint a Grabosz uralkodását megelőző években még Bardülisz volt az illírek királya, aki i. e. 358-ban az Erigón völgyében megsemmisítő vereséget szenvedett II. Philipposz makedón királytól, Lünkésztisz vidéke pedig makedón kézre került. Diodórosznál ezt követően bukkan fel Grabosz mint illír uralkodó neve, aki Athén ösztönzésére és közreműködésével Ketriporisz trák királlyal és Lükkeiosz paion uralkodóval Makedónia-ellenes szövetséget kötött. Egy olünthoszi felirattöredék alapján Grabosz ezt megelőzően, talán i. e. 357-ben már csatlakozott a Khalkideóni Szövetséghez, az újabb négyes szövetség tárgyalásaira pedig i. e. 357/356 fordulóján vagy i. e. 356 első felében került sor. A diplomáciai aktust egy az athéni Akropoliszból előkerült felirat is megörökítette. Ez alapján a négy ország a négy égtáj felől fogta volna közre Makedóniát, és úgy indított volna támadást II. Philipposz országa ellen. A terv azonban nem vált valóra. Diodórosz és Plutarkhosz történeti munkáiból ismert, hogy II. Philipposz hadvezére, Parmenión – még mielőtt a három király és Athén egyesíthette volna erőit – ugyanabban az évben, i. e. 356-ban vereséget mért Grabosz illírjeire. Makedónia újabb kelet-illíriai területeket hódított meg, az illír lakosságot pedig alávetettségbe taszította. Plutarkhosz Nagy Sándor születésének napját, i. e. 356. július 20-át adta meg a csata dátumaként. A vereséget követően nincs hír Graboszról, II. Philipposz i. e. 344-ben már Pleuratosz illír király ellen viselt hadat.